# Rockham
Rockham és una població dels Estats Units a l'estat de Dakota del Sud. Segons el cens del 2000 tenia 53 habitants.

## Demografia
Segons el cens del 2000, Rockham tenia 53 habitants, 18 habitatges, i 14 famílies. La densitat de població era de 41,8 habitants per km².
Per edats la població es repartia de la següent manera: un 30,2% tenia menys de 18 anys, un 1,9% entre 18 i 24, un 35,8% entre 25 i 44, un 15,1% de 45 a 60 i un 17% 65 anys o més.
L'edat mediana era de 36 anys. Per cada 100 dones de 18 o més anys hi havia 105,6 homes.
La renda mediana per habitatge era de 35.625 $ i la renda mediana per família de 68.750 $. Els homes tenien una renda mediana de 23.750 $ mentre que les dones 16.667 $. La renda per capita de la població era de 19.511 $. Cap de les famílies estaven per davall del llindar de pobresa.

## Poblacions més properes
El següent diagrama mostra les poblacions més properes.